# Бета Південного Трикутника
Бета Південного Трикутника (β TrA, β Trianguli Australis, HD141891), а також Бетрія — хімічно пекулярна зоря спектрального класу F0 й має видиму зоряну величину в смузі V приблизно  2,8.
Вона знаходиться у сузір'ї Південного Трикутника  й розташована на відстані близько 40,3 світлових років від Сонця.

## У культурі
Бетрія зображена на сучасному прапорі Бразилії, символізуючи штат Санта-Катаріна.